# Råbjerg Kirke
Råbjerg Kirke er beliggende i Vendsyssel, og formodentlig opført i 1220–1300 ved overgangen fra romansk stil til gotisk. Der er meget lidt bebyggelse i området.
Kirken er bygget af munkesten på en syld af rå kampesten. I 1865 blev en altertavle sat på loftet, en rest derfra menes at være figurtavlen, der nu ses i kirken. Til erstatning opsattes der en tavle med et maleri af korsfæstelsen, som var af tvivlsom kvalitet, og derfor i 1897 blev erstattet af en altertavle malet i 1897 af Niels Anker Lund med motivet Jesus annammer Syndere.
Vendsyssel Historiske Museum har overtaget en 60 cm høj skulptur fra kirken, forestillende en mor med sit barn på armen. Barnet har bispehue på. Der er tale om Sankt Servatius og hans mor Memelia. I 300-tallet var han biskop i Maastricht, og i middelalderens legender blev han beskrevet som dattersøn af Esmeria eller Emerentia, en søster til jomfru Marias mor Anna. Blandt inventaret i Råbjerg Kirke findes en fremstilling af Anna selvtredje (dvs. mormor Anna, jomfru Maria og Jesusbarnet), Maria Kleophas (mor til Zebedæussønnerne) og Maria Salome (mor til Judas Thaddæus). I middelalderen blev disse udlagt som tilhørende den hellige familie, og figurerne i Råbjerg Kirke har måske udgjort én samlet altertavle.
I kirkegårdens nordvestligste hjørne ligger sangeren Aksel Schiøtz begravet. Modstands- og erhvervsmanden Ole Lippmann ligger også begravet på kirkegården.

## Historie
Koret og det østlige parti af skibet er den ældste del af kirken.
- 1620 – kirken forlænges mod vest med fire fag bindingsværk, der i nyere tid er er erstattet med en grundmur.
- 1652 – der tilføjes et våbenhus på sydsiden.
- 1699 – våbenhuset flyttes om til kirkens vestgavl på grund af sandflugt.
- 1758 – Frederik d. 5 sælger kirken med kaldsret, 681 rigsdaler, til Hans Bugge til Bøgsted.
- 1758 – våbenhuset flyttes til kirkens nordside.
- 1811 – kirken sælges til den forhenværende godsforvalter på Bøgsted, Christen Jacobsen af Slynge i Tversted Sogn.
- 1835 – Peter Jensen Gaardboe og Mads Jensen Gaardboe arver kirken, som senere ejes af den sidstnævntes søn, forfatteren Andreas Gaardboe.
- 1886 – våbenhuset erstattes af en grundmuret bygning.
- 1910 – kirken bliver særeje.
- 1931 – kirken bliver hovedistandsat.
- 1988 - klokkestablen opføres som tro kopi af en klokkestabel fra 1681, der var bygget af drivtømmer.

## Galleri
- Altertavle og prædikestol.
- Altertavle.
- Orgel.
- Tidligere fløjaltertavle (figurtavle).
- Prædikestol.
- Klokkestabel.